# バッキービット
バッキービット（英語: bucky bit）とは、コンピュータなどのキーボードの内部機構と通信されるコードに関する用語で、修飾キーの押下による修飾によりセットされる（1になる）ビットのことである。

## 概要
マイコン時代以降のキーボードは、キーの組合せによって任意の多彩なコードを生成するのは、たいして難しいことではなく、そういう意味では古い語と言えよう。日本のいわゆるJIS配列における最上段のシフト状態での記号の並びに痕跡を残す、ロジカルビットペアリング配列）の由来である機械電気的な仕掛けの考え方のほうに近いと言えるかもしれない。
とは言え、ASCIIの文字コードと制御コードの例では、コントロールキーでアルファベットの各文字を修飾したCtrl+A〜Zのコードは、それぞれの上位ニブルを0にしたコードであるし、⎇ AltキーをMetaキーとして「メタビット」と呼ばれる、オクテットのMSBを立てる修飾キーとするシステムもある。USB HIDによるUSBキーボードの通信データの内部表現では、押下されている通常のキーを表現するバイトと、常に送信される修飾キーの状態を表現するバイト、というスタイルになっており、後者は一種の「バッキービットの集合」のようなものと言えるかもしれない。
古いシステムで、8ビットよりも上のビットをバッキービットとして使用した例もある。現代の例としては、X Window Systemでは、イベントコードの18-23ビット目を「バッキービット」としている。

## 歴史
この名前はスタンフォード大学で使われ出したもので、ニクラウス・ヴィルトのあだ名「バッキー」（Bucky）に由来する。ヴィルトは1964年ごろに、7ビットASCII文字コードの8ビット目をセットするEDITキーを初めて提案した。
バッキービットを最も多用したのは、MITのトム・ナイトが設計したキーボード（LISPマシンで使われたスペースカデットキーボードなど）である。このキーボードには、SHIFT‍、CTRL‍、META、HYPER、SUPER、TOP、FRONT、GREEKの8つの修飾キーがついていた。